# Concá
Concá, es una población y una delegación del municipio de Arroyo Seco, está ubicada al norte del estado de Querétaro, en México.